# Yusuke Kato
Yusuke Kato (Osaka, Japón; 13 de febrero de 1986) es un futbolista japonés juega como mediocampista en el Muktijoddha Sangsad KC, de la Liga Premier de Bangladés.

## Clubes
| Club                        | País      | Año         |
| --------------------------- | --------- | ----------- |
| Huracán                     | Argentina | 2006 - 2008 |
| Defensores de Belgrano      | Argentina | 2008        |
| Huracán                     | Argentina | 2009 - 2010 |
| MIO Biwako Shiga            | Japón     | 2011        |
| Dempo SC                    | India     | 2012        |
| BEC Tero Sasana FC          | Tailandia | 2012        |
| Nakhon Ratchasima F.C.      | Tailandia | 2013 - 2014 |
| BBCU FC                     | Tailandia | 2014 - 2016 |
| Angthong FC                 | Tailandia | 2016        |
| South China                 | Hong Kong | 2017        |
| Gresik Utd                  | Indonesia | 2017 - 2018 |
| Muktijoddha Sangsad KC      | Bangladés | 2018 - 2019 |
| Sheikh Jamal Dhanmondi Club | Bangladés | 2019 - 2020 |
| Muktijoddha Sangsad KC      | Bangladés | 2020 -      |